# GmailStatus
GmailStatus es una aplicación gratuita desarrollada por Google y traducida al castellano para Mac OS X que comprueba y notifica al usuario la recepción de nuevo correo en su cuenta de Gmail durante un intervalo de tiempo programado. Funciona desde la barra de menús del sistema operativo en segundo plano, reduciendo de esta forma el consumo de recursos del sistema.
Permite también acceder a la bandeja de entrada, y redirigir todos los vínculos de correo albergados en las páginas web al webmail de Gmail. Gracias a GmailStatus se maximiza y agiliza el uso del correo electrónico de Google.
- Datos: Q5881555